# シーウルフ (1980年の映画)
『シーウルフ』（The Sea Wolves）は、1980年に公開された戦争映画。グレゴリー・ペック、ロジャー・ムーア、デヴィッド・ニーヴンらが主演した。

## 概要
ジェームズ・リーザーが発表した事実を元にした小説『Boarding Party』を原作としている。1943年3月9日、英陸軍の予備部隊であるカルカッタ軽騎兵連隊(Calcutta Light Horse)が中立国ポルトガル領のゴア州・モルムガオ港に停泊していたドイツ商船を襲撃（クリーク作戦）し、撃沈することに成功した。このドイツ商船秘密の無線機を搭載しており、はUボートに対して何らかの情報を送信していたとされる。

## あらすじ
第二次世界大戦中、通商破壊作戦に従事するドイツ海軍のUボートは数千トンものイギリス商船を撃沈していた。英国特殊作戦執行部(SOE)のインド拠点では、ポルトガル領ゴアにて停泊している3隻のドイツ商船のうち1隻に隠された無線機がUボートへの指示を行なっているのではないかと推測していた。しかしポルトガルは中立国であるため、それらの商船を通常の戦力をもって攻撃する事は不可能である。その為、SOEはインドに駐留する国防義勇軍部隊の1つ、カルカッタ軽騎兵にドイツ商船攻撃に関する特殊作戦を提案する。カルカッタ軽騎兵の隊員はすっかり高齢の退役軍人ばかり。それでも18人の老人は士気高くこの特殊作戦への参加を志願し、ポルトガル領への潜入を試みるのであった。

## 歴史的背景
カルカッタ軽騎兵によるゴア州のドイツ商船襲撃は史実である。エンド・クレジットによれば、1943年3月には最初の11日間だけでインド洋を航行する12隻の連合軍商船がUボートに撃沈されていた。しかしカルカッタ軽騎兵による襲撃が行われた後はUボートの活動が激減し、同月にはわずか1隻が撃沈されたのみであったという。

## キャスト
| 役名                         | 俳優                 | 日本語吹替 |
| ---------------------------- | -------------------- | ---------- |
| ルイス・ヘンリー・ピュー中佐 | グレゴリー・ペック   | 城達也     |
| ギャビン・スチュワート大尉   | ロジャー・ムーア     | 広川太一郎 |
| W・H・グライス中佐           | デヴィッド・ニーヴン | 大木民夫   |
| ジャック・カートライト       | トレヴァー・ハワード | 北村弘一   |
| クロムウェル夫人             | バーバラ・ケラーマン | 弥永和子   |
| ヨギ・クロスレイ少佐         | パトリック・マクニー | 池田勝     |
| ウィルトン                   | ケネス・グリフィス   | 増岡弘     |
| トロンペタ                   | ヴォルフ・カーラー   |            |
| コリン・マッケンジー         | パトリック・アラン   | 藤本譲     |

- 日本語吹替：テレビ東京版、初回放送1984年4月19日『木曜洋画劇場』

本作では1978年の映画『ワイルド・ギース』のスタッフやキャストが再集結した。ロジャー・ムーアやケネス・グリフィス、プロデューサーのイアン・ロイド、監督のアンドリュー・V・マクラグレンなどである。ドキュメンタリー映画『The Last of the Gentleman Producers』によれば、イアン・ロイドは当初ロジャー・ムーアだけではなく『ワイルド・ギース』に出演したリチャード・バートンやリチャード・ハリスをピューやグライスとして呼び戻すつもりだったという。アンドリュー・V・マクラグレンとロジャー・ムーアのコンビは『ワイルド・ギース』と『北海ハイジャック』に次いで3度目となった。ロジャー・ムーアとデヴィッド・ニーヴンは『オフサイド7』に続けての共演となった。